# ما بعد النمو
ما بعد النمو نهج عالمي مستقبلي لمعضلة حدود النمو، والتصور أنه لا يمكن لكل من الاقتصادات والسكان أن ينموا إلى ما لا نهاية على كوكب من الموارد المحدودة. يعترف مصطلح «ما بعد النمو» بأن النمو الاقتصادي يمكن أن يولّد تأثيراتٍ مفيدة حتى نقطة ما، ولكن من الضروري البحث عن مؤشرات وتقنياتٍ أخرى لزيادة رفاهية الإنسان بعد تلك النقطة (التي ذكرها ريتشارد ويلكنسون وكيت بيكيت كـ 25000 دولار أمريكي من الناتج المحلي الإجمالي/حصة الفرد في كتابهم مرحلة الروح).
يمكن تمييز مرحلة ما بعد النمو عن المفاهيم والحركات المتشابهة (مثل تراجع النمو واقتصاد الدولة المستقر) من حيث أنها تسعى إلى تحديد ما يعمل بالفعل والبناء على أساسه، بدلًا من التركيز على ما لا يعمل. يحاول مناصرو ما بعد النمو تشجيع الأفكار التي تعمل ومواصلة تطويرها. لا يحدد «ما بعد النمو» بهذه الطريقة الإجابة على تحدي حدود النمو بوصفها محاولة للقيام بـ«اقتصاديات الدولة المستقرة» و «تراجع النمو» بل يسعى إلى فهم هذا التحدي ومعالجته من منظور النظم المعقدة المتطورة.
يتعامل ما بعد النمو- مع هذا المنظور- مع جميع جوانب الذات والمجتمع (مثل علم النفس، والطبيعة البشرية، والتطور البشري، والثقافات، والأنظمة الاجتماعية والاقتصادات) والعلاقة المتبادلة بين جميع هذه الجوانب. يدعو مفهوم ما بعد النمو - بناءً على ذلك- إلى الحلول المناسبة فيما يتعلق بالمكان والوقت والموارد والعوامل الثقافية أيضًا. لذلك تتشكل مبادرات ما بعد النمو بطرقٍ مختلفة للغاية في ظل ظروف مختلفة.
يمكن اعتبار ما بعد النمو نهجًا قائمًا على الموجودات لتنمية المجتمع- لا يطبّق فقط على تنمية المجتمع ولكن عبر مجموعة واسعة من الفئات- استجابةً لتحديات حدود النمو، لأنه يسعى إلى تحديد الموجودات الثقافية والتكنولوجية والبناء عليها لتسهيل ظهور مستقبليات ما بعد النمو.
يوضح الاقتصادي تيم جاكسون في عمله التاريخي «ازدهار دون نمو» (روتليدج، 2017) أن بناء اقتصاد «ما بعد النمو» هو في الواقع «مهمةٌ دقيقة ومحددة وذات مغزى». حدد أبعاد تلك المهمة انطلاقًا من المبادئ الأولى الواضحة: طبيعة المشروع، وجودة حياتنا العملية، وهيكل الاستثمار، ودور العرض النقدي.